# KDE neon
A KDE neon egy Linux-disztribúció, amelyet a legújabb Ubuntu LTS kiadás alapjaira fejleszt a KDE.
További szoftvertárakat tartalmaz a legújabb KDE Plasma 6 asztali környezet/keretrendszer verziókkal, Qt 6 eszköztárral és más kompatibilis KDE szoftverrel.
A disztribúció megszületését a Kubuntu egyik alapítója jelentette be 2016 júniusában, miután az Ubuntu és társprojektjeit koordináló Canonical érzése szerint túlságosan korlátozta fejlesztési elképzeléseit. A Canonical hosszasabb teszteléseket kívánt volna, mielőtt elérhetővé teszik a KDE frissebb verzióját, ő viszont túl lassúnak találta így az újdonságok megjelenését, ezért inkább kilépett és elindította a KDE neont.
Stabil és fejlesztői változatokban kínálják.
Az 'User Edition' egy stabil kiadás, míg a 'Testing', 'Unstable' és 'Developer' fejlesztői kiadások.

## Eltérések a Kubuntutól
Mivel a Kubuntu KDE Plasma csomagot használ és Ubuntu-alapú operációs rendszer, ezért a KDE neont gyakran összetévesztik a Kubuntuval és fordítva.
A két operációs rendszer közötti elsődleges különbség az, hogy a Kubuntu stabil kiadásokat és az Ubuntu LTS verzióját tartja fenn, míg a KDE neon a KDE alkalmazások fejlesztői kiadásainak frissítésére összpontosít anélkül, hogy fenntartaná az Ubuntu stabil kiadásait, kivéve, ha a root felhasználó aktívan úgy dönt, hogy frissíti a rendszereit. A KDE neon az APT csomagkezelő helyett a PackageKit-et használja.
Mivel a KDE neon elsősorban a KDE szoftver (és időnként frissített függőségek) csomagja az Ubuntu LTS tetején, erre erőteljes utalásként a KDE neon verziószáma megegyezik a használt KDE Plasma grafikus felhasználói felület verziószámával.